# Gidon Graetz

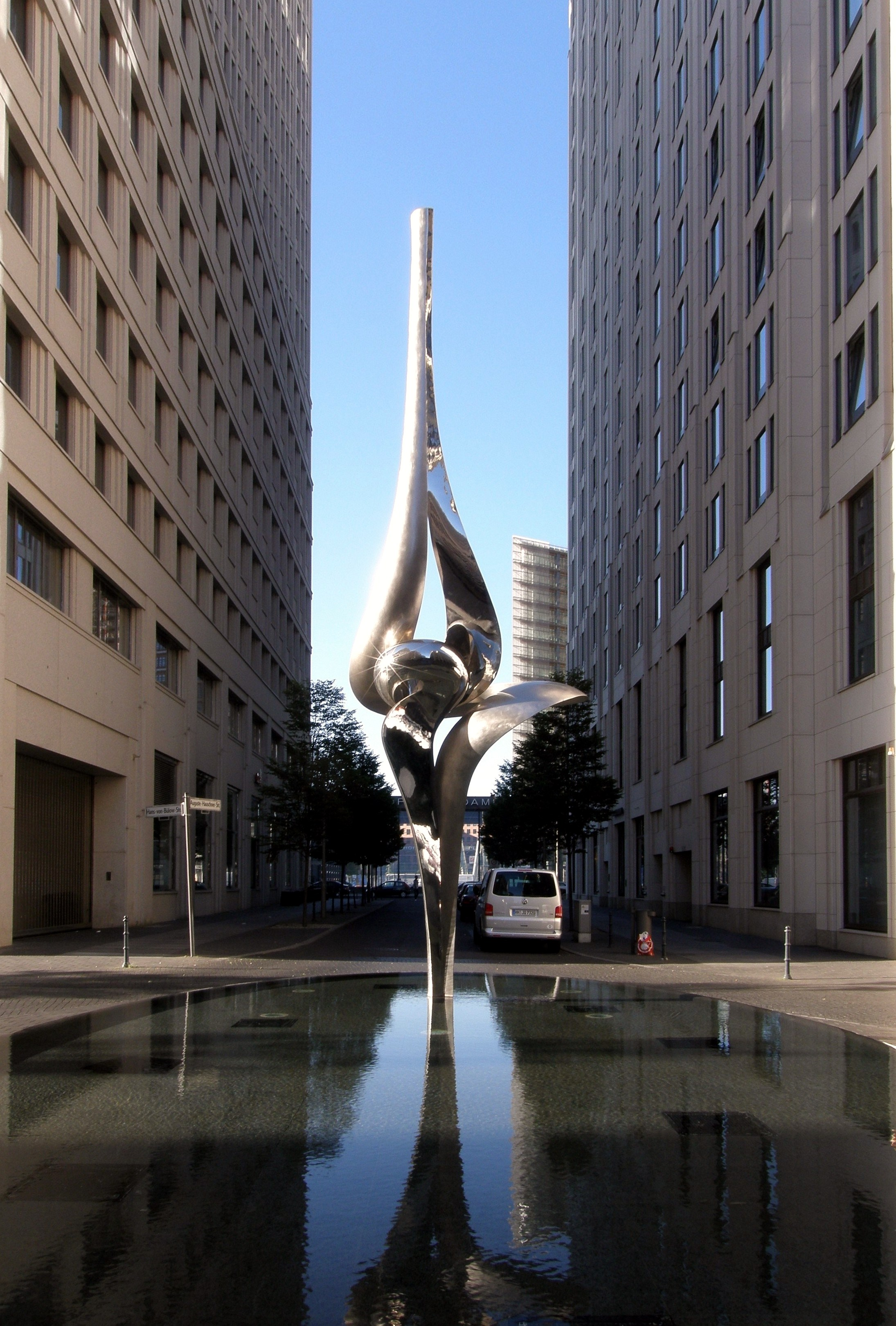
Phoenix-Plastik von Gidon Graetz in der Nähe des Potsdamer Platzes in Berlin

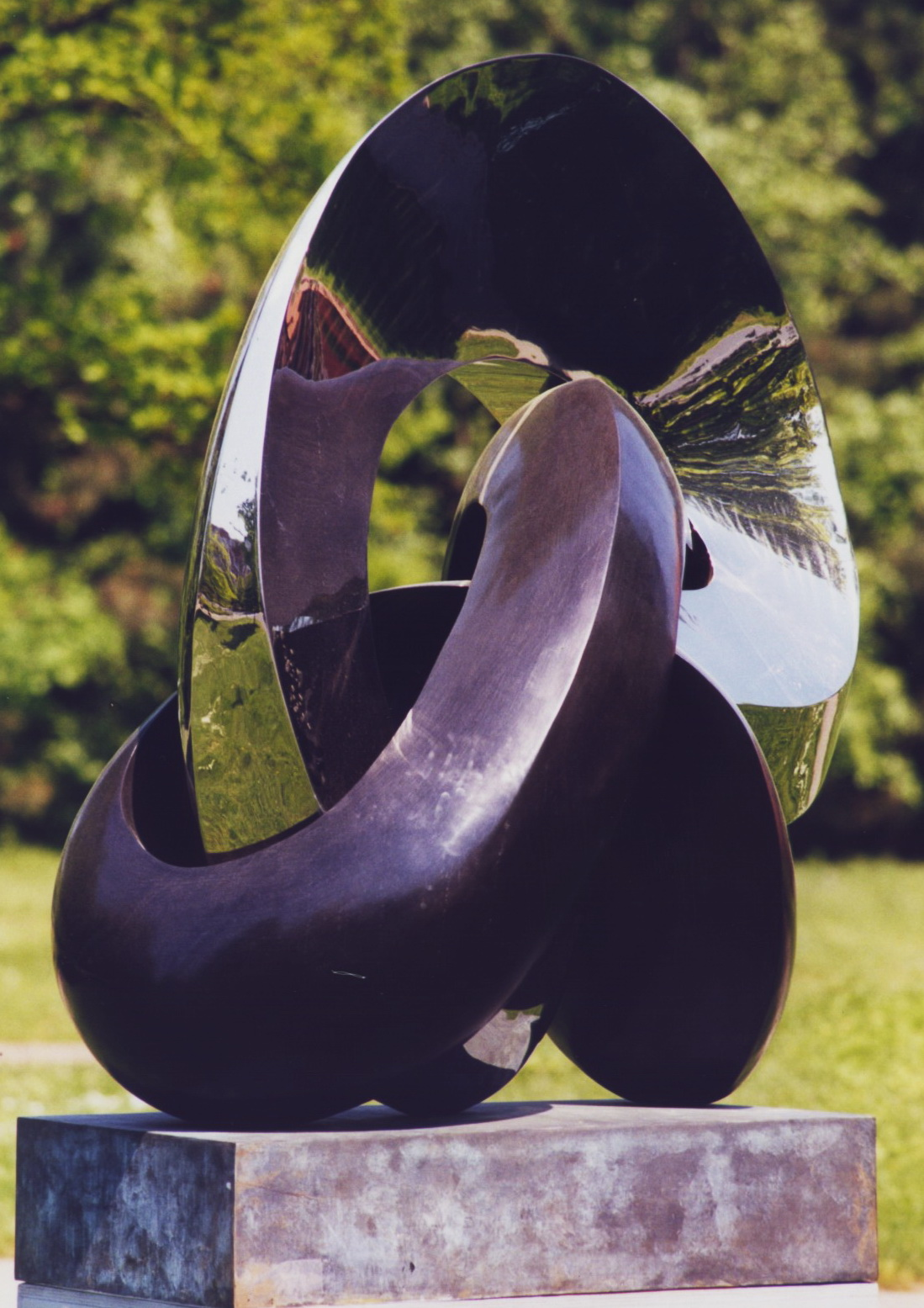
Der Gordische Knoten, 99Standpunkte, Langenhagen (2000)

Gidon Graetz (* 29. November 1929 in Tel Aviv; † 3. Juni 2025) war ein israelischer Bildhauer.

## Leben und Werk
Graetz wurde in Tel Aviv geboren und wuchs in Haifa auf. Mitte der 1950er Jahre studierte er Kunst an der Accademia della Belle Arti in Florenz sowie an der École nationale supérieure des beaux-arts in Paris.
Sein künstlerisches Schaffen war auf die Erstellung von Metallplastiken jeglicher Größe ausgerichtet. Der Stil war beeinflusst von Constantin Brâncuși und Henry Moore. Seine monumentalen öffentlichen Plastiken sind in vielen Städten der Welt anzutreffen wie z. B. Tel Aviv, New York, Los Angeles, Berlin oder Zürich.
Graetz lebte und arbeitete in Fiesole in der Region Toskana bei Florenz.

## Einzelne Werke
- Composition in stainless steel no. 1, Donald M. Kendall Sculpture Gardens in Purchase, New York
- Composition in stainless steel no. 1, Chicago Botanic Garden in Glencoe, Illinois, 1985
- Composition in stainless steal and bronze no. 11, Los Angeles, 1987
- Mirage, Brisbane Arcade, Brisbane, 1988
- The Gordian Knot, Tel Aviv, 2000
- Phoenix, Inge-Beisheim-Platz (direkt neben dem Potsdamer Platz), Berlin, 2003